# Henrietta (New York)
Die Town of Henrietta ist eine US-amerikanische Kleinstadt (Town) im Monroe County des Bundesstaats New York. Das U.S. Census Bureau hat bei der Volkszählung 2020 eine Einwohnerzahl von 47.096 ermittelt. Sie bildet eine Vorstadt von Rochester.

## Geografie
Die westliche Stadtgrenze von Henrietta wird durch den Fluss Genesee definiert. Auf der westlichen Seite des Flusses liegen die Städte Chili und Wheatland. Im Norden von Henrietta liegt die Stadt Brighton, im Osten die Städte Pittsford und Mendon und im Süden die Stadt Rush. Henrietta liegt südlich der Stadt Rochester, hat aber keine gemeinsame Grenze mit dieser Stadt.

## Geschichte
Die Stadt Henrietta wurde nach Henrietta Laura Pulteney, Gräfin von Bath in Großbritannien, benannt. Ihr Vater Sir William Pulteney, 5. Baronet, war ein großer britischer Investor der Pulteney Association, dem das Land gehörte, aus dem die Stadt wurde. Henrietta Pulteney hat die nach ihr benannte Stadt nie besucht. Pulteney verkaufte schließlich seine Besitztümer, die dann durch die Hände mehrerer amerikanischer Investoren gingen.
Die ersten europäischen Siedler waren Major Ezekiel Scott und seine Frau Catherine, die 1790 900 Acres kauften. Die meisten der ursprünglich ankommenden Siedler waren Engländer.
In der Gegend entstanden zwei Dörfer, East und West Henrietta, die beide Teil der Stadt Pittsford waren. Im Jahr 1818 veranlasste ein Streit über die Aufzeichnung von Urkunden die Bewohner der beiden Dörfer, sich von Pittsford abzuspalten und die Stadt Henrietta zu gründen.
Mit der Eröffnung des Eriekanals im Jahr 1825 erhielten die Bauern von Henrietta Zugang zum Markt von New York City und die Stadt blühte auf. Im Jahr 1826 eröffneten die Einwohner die Monroe Academy, die erste eingemeindete Schule im Monroe County.
Mit dem Ende des Zweiten Weltkriegs stieg die Einwohnerzahl von Henrietta durch Suburbanisierung innerhalb von zehn Jahren von 3.000 auf etwa 14.000, da die Menschen in die Vororte von Rochester zogen. Der Bau des New York State Thruway durch Henrietta in den frühen 1950er Jahren machte die Stadt für die kommerzielle Entwicklung begehrter. Im Jahr 1968 zog das Rochester Institute of Technology von der Stadt auf einen neuen Campus in Henrietta. Im selben Jahr eröffnete das National Technical Institute for the Deaf in Henrietta.

## Demografie
Nach der Volkszählung von 2010 leben in Henrietta 42.581 Menschen. Die Bevölkerung teilt sich 2017 auf in 77,7 % nicht-hispanische Weiße, 8,2 % Afroamerikaner, 0,2 % amerikanische Ureinwohner, 7,2 % Asiaten und 2,3 % mit zwei oder mehr Ethnizitäten. Hispanics oder Latinos machten 4,2 % der Bevölkerung von Greece aus. Das mittlere Haushaltseinkommen lag bei 65.498 US-Dollar und die Armutsquote bei 10,4 %.
| Bevölkerungsentwicklung Bei den Daten handelt es sich um Volkszählungsergebnisse. | Bevölkerungsentwicklung Bei den Daten handelt es sich um Volkszählungsergebnisse. | Bevölkerungsentwicklung Bei den Daten handelt es sich um Volkszählungsergebnisse. | Bevölkerungsentwicklung Bei den Daten handelt es sich um Volkszählungsergebnisse. | Bevölkerungsentwicklung Bei den Daten handelt es sich um Volkszählungsergebnisse. | Bevölkerungsentwicklung Bei den Daten handelt es sich um Volkszählungsergebnisse. | Bevölkerungsentwicklung Bei den Daten handelt es sich um Volkszählungsergebnisse. | Bevölkerungsentwicklung Bei den Daten handelt es sich um Volkszählungsergebnisse. | Bevölkerungsentwicklung Bei den Daten handelt es sich um Volkszählungsergebnisse. | Bevölkerungsentwicklung Bei den Daten handelt es sich um Volkszählungsergebnisse. | Bevölkerungsentwicklung Bei den Daten handelt es sich um Volkszählungsergebnisse. | Bevölkerungsentwicklung Bei den Daten handelt es sich um Volkszählungsergebnisse. | Bevölkerungsentwicklung Bei den Daten handelt es sich um Volkszählungsergebnisse. | Bevölkerungsentwicklung Bei den Daten handelt es sich um Volkszählungsergebnisse. | Bevölkerungsentwicklung Bei den Daten handelt es sich um Volkszählungsergebnisse. | Bevölkerungsentwicklung Bei den Daten handelt es sich um Volkszählungsergebnisse. | Bevölkerungsentwicklung Bei den Daten handelt es sich um Volkszählungsergebnisse. |
| --------------------------------------------------------------------------------- | --------------------------------------------------------------------------------- | --------------------------------------------------------------------------------- | --------------------------------------------------------------------------------- | --------------------------------------------------------------------------------- | --------------------------------------------------------------------------------- | --------------------------------------------------------------------------------- | --------------------------------------------------------------------------------- | --------------------------------------------------------------------------------- | --------------------------------------------------------------------------------- | --------------------------------------------------------------------------------- | --------------------------------------------------------------------------------- | --------------------------------------------------------------------------------- | --------------------------------------------------------------------------------- | --------------------------------------------------------------------------------- | --------------------------------------------------------------------------------- | --------------------------------------------------------------------------------- |
| Jahr                                                                              | 1870                                                                              | 1880                                                                              | 1890                                                                              | 1900                                                                              | 1910                                                                              | 1920                                                                              | 1930                                                                              | 1940                                                                              | 1950                                                                              | 1960                                                                              | 1970                                                                              | 1980                                                                              | 1990                                                                              | 2000                                                                              | 2010                                                                              | 2020                                                                              |
| Einwohner                                                                         | 2.280                                                                             | 2.243                                                                             | 2.135                                                                             | 2.062                                                                             | 1.972                                                                             | 1.794                                                                             | 2.142                                                                             | 2.728                                                                             | 3.385                                                                             | 11.598                                                                            | 33.017                                                                            | 36.134                                                                            | 36.376                                                                            | 39.028                                                                            | 42.581                                                                            | 47.096                                                                            |

## Bildung
In Henrietta befindet sich das Rochester Institute of Technology.

## Söhne und Töchter
- Antoinette Brown Blackwell (1825–1921), Frauenrechtlerin